# ینک لوی
ینک لوی (انگلیسی: Yank Levy؛ ۵ اکتبر ۱۸۹۷ – ۲ سپتامبر ۱۹۶۵) یک سرباز، سوسیالیست، مدرس نظامی و نویسنده/جزوه نویس یکی از اولین کتابچه راهنمای جنگ چریکی بود، که با چاپ بیش از نیم میلیون نسخه به‌طور گسترده منتشر شد. او در دهه‌های ۱۹۲۰ و ۱۹۳۰ در چندین بخش از جهان با نیروهای نامنظم خدمت کرد که مهم‌ترین آن‌ها در جنگ داخلی اسپانیا بود. وی در مدرسه آموزشی اوسترلی پارک برای گارد ملی انگلیس در طول جنگ جهانی دوم شخصیت مهمی بود.

## زندگی
لوی در همیلتون، انتاریو کانادا در یک خانواده یهودی بدنیا آمد. هنگامی که لوی سه‌ماهه بود، خانواده‌اش به بوفالو، نیویورک، آمریکا، و سپس در زمانی که او هفت‌ساله بود به کلیولند، اوهایو نقل‌مکان کرد. پدر و مادرش سامویل لوی، یک خیاط و یک دکتر اسب و سارا پولاک بودند. این خانواده ۹ فرزند داشتند. لوی در سن ۱۶ سالگی، پس از اینکه پدرش به شدت توسط یک تراموا زخمی شد، مدرسه را ترک کرد. او برای چهار سال به استخدام شرکت چاپ Kaber در کلیولند برای کمک به برادران کوچک‌ترش درآمد. در سال ۱۹۱۶، او به نیروی دریایی بریتانیا وارد شد. در بهار سال ۱۹۱۸، لوی در گروه سی و نهم (بخشی از گردان یهودی) وارد شد.